# Die Legion des Todes
Die Legion des Todes (Originaltitel: The Devil’s in Love) ist ein US-amerikanisches Filmdrama aus dem Jahr 1933 von William Dieterle mit Victor Jory und Loretta Young in den Hauptrollen. Das Drehbuch des Pre-Code-Films basiert auf der Kurzgeschichte Consul of the Damned von Harry Hervey.

## Handlung
Der frühere Chirurg Dr. Morand dient als Arzt im Rang eines Lieutenant im Fort Rondet der französischen Fremdenlegion in der afrikanischen Wüste. Er erfährt, dass sein tyrannischer Kommandant, Major Bertran, dafür gesorgt hat, dass er zu einem Außenposten im Sudan versetzt wird. Morand betrinkt sich mit seinem Freund Capitaine Fabien und sagt wütend, dass er den Major töten könnte. Der Major stirbt bald an den Medikamenten, die Morand ihm verabreicht hat, ein Militärgericht verurteilt ihn zum Tode, nachdem der misshandelte Assistent des Majors, Salazar, aussagt, dass er die Drohung des Arztes belauscht hat. Fabien arrangiert Morands Flucht über die französischen Grenzen hinweg.
Monate später betreibt Morand unter dem Namen Paul Vernay eine Klinik im Eingeborenenviertel von Port Zamba, wo er die Armen kostenlos betreut. Als Fabien ihm eine Nachricht schickt, dass eine Durchsuchung von Port Zamba angeordnet wurde, plant Morand zu gehen. Doch als er erfährt, dass sein Assistent Bimpy die Handtasche von Margot LeSesne, der Nichte von Pater Carmion, dem Leiter der örtlichen Mission, gestohlen hat, gibt er die Handtasche zurück. Margot bittet ihren Onkel, etwas zu tun, um Morand zu helfen. Morand nimmt das Angebot des Paters an, ihre beiden Unternehmungen zu kombinieren, und tritt in die Mission ein. Unterdessen verhaftet Polizeichef Capitaine Radak einen Boten und erfährt, dass es viel Geld und eine Chance auf eine Beförderung gibt, wenn man Morand zurück auf französisches Territorium bringt.
Eines Abends küsst Morand Margot und gesteht ihr, dass er sie liebt. Nachdem sie verrät, dass sie sich drei Monate zuvor in Paris mit einem beurlaubten Offizier verlobt hat, erkennt Morand auf einem Foto, dass es sich dabei um Fabien handelt. Obwohl Margot Morand am nächsten Tag sagt, dass sie ihn liebt, bereitet sich der Arzt auf die Abreise vor. Als er erfährt, dass Soldaten in Fort Rondet angegriffen werden und von Fieber geplagt werden, erhält er Hilfe bei der Flucht aus Port Zamba von Rena, einer Tanzlokalwirtin, die ihre Liebe zu ihm opfert, weil sie sieht, dass er Margot liebt. In der Festung muss Fabien, der Fieber hat, Morand verhaften, der sich um die Kranken kümmert. Morand überzeugt Salazar davon, dass er in einer halben Stunde sterben wird, woraufhin Salazar in einem von Fabien belauschten Geständnis zugibt, den Major vergiftet zu haben. Während eines Gefechts wird Fabien getötet, bevor Flugzeuge eintreffen, um die angreifenden Horden zu bombardieren. An Fabiens Grabstätte ehren Margot und Morand, der sein Leben für Fabiens Glück gegeben hätte, den Gefallenen.

## Hintergrund
Presseberichten zufolge war ursprünglich Warner Baxter für die Hauptrolle in diesem Film vorgesehen, er wurde jedoch stattdessen für Paddy the Next Best Thing eingesetzt. In den Nachrichten heißt es außerdem, dass ursprünglich Harvey Stephens für die Rolle des Fabien gecastet worden war, er jedoch durch David Manners ersetzt wurde, weil es ihm unmöglich war, rechtzeitig von den Dreharbeiten zu Paddy the Next Best Thing zurückzukehren. Harry Lachman wurde ursprünglich mit der Regie des Films beauftragt.
Der Film kam am 21. Juli 1933 in die US-Kinos.
Max Parker war für das Szenenbild zuständig. Verantwortlicher Toningenieur war W. D. Flick. Zur Kamera-Crew gehörten u. a. Joseph MacDonald und Robert Surtees. Charles C. Wilson arbeitete als Dialogregisseur.